# Fats Waller
Pour les articles homonymes, voir Waller.
Thomas Wright Waller, dit Fats Waller, né le 21 mai 1904 à New York, mort le 15 décembre 1943 à Kansas City (Missouri), est un pianiste,  chanteur, organiste, compositeur et chef d’orchestre américain de jazz.
C'est un des musiciens les plus influents et les plus appréciés du public et de la critique, tant aux États-Unis qu'en Europe, à une époque où le jazz peinait à être considéré comme une musique « sérieuse ». Il a écrit plusieurs centaines de chansons, dont une bonne partie sont devenues des standards de jazz. Pianiste de « stride » virtuose, son jeu a influencé de nombreux jazzmen, dont Art Tatum, Count Basie ou Thelonious Monk.

## Biographie

### Jeunesse et formation
La famille Waller est originaire de Virginie et s'est installée à Harlem au tournant du XXe siècle pour s'assurer un avenir plus favorable. Son grand-père est violoniste ; son père, Edward Martin Waller, est un prédicateur baptiste marié à Adeline Lockett, organiste de son église. De 1890 à 1910, ils ont onze enfants dont cinq seulement survivent.
Thomas Wright Waller naît à New York le 21 mai 1904. Vers l'âge de six ans, il apprend les rudiments du piano auprès de sa mère et du directeur musical de l'église qui lui fait découvrir les œuvres de Jean-Sébastien Bach que Thomas joue toute sa vie. Thomas ne travaille pas fortement et n'apprend pas à lire la musique, puisqu'il est capable de mémoriser les leçons immédiatement. Vers six ou sept ans, il reçoit quelques leçons d'une certaine Miss Perry[réf. souhaitée] qui lui apprend à lire et à écrire la musique. Il suit souvent ses parents qui prêchent au coin des rues. Au temple, il accompagne les chants à l'orgue, instrument auquel il reste attaché toute sa vie.
Dans l'orchestre de l'école dirigé par Edgar Sampson, il se distingue en jouant des airs à la mode. À quatorze ans, il gagne un concours de talents au Roosevelt Theatre en jouant Carolina Shout de James P. Johnson, morceau qu'il a appris en observant un piano mécanique le jouer.
Son intérêt pour la musique grandit et l'acquisition d'un piano dans le foyer confirme sa vocation, il sera pianiste, malgré l'opposition de son père qui aurait rêvé pour lui d'une carrière religieuse,. Il quitte l'école et fait de petits boulots, tout en jouant de plus en plus et traînant aux abords des night-clubs afin d'approcher ses idoles.
À quinze ans, il décroche son premier engagement en tenant l'orgue du Lincoln Theater durant les projections de films muets, il gagne alors 23 $ par semaine.
En 1920, alors qu'il est âgé de seize ans, sa mère Adeline meurt. Au désespoir de son père avec lequel il se brouille, Thomas emménage chez son professeur de piano, Russell Brooks. Il rencontre Willie « the lion » Smith et James P. Johnson, alors maîtres incontestés du stride. Johnson le prend sous son aile et en fait son élève, pendant que Smith lui fait découvrir les compositeurs impressionnistes, tout en le poussant à développer ses talents d'entertainer, par exemple en faisant des grimaces en jouant.
Il étudie également avec le pianiste et compositeur Leopold Godowsky et Karl Böhm.

### Années 1920
Thomas Wright Waller, qu'on appelle déjà « Fats » en raison de sa corpulence, se révèle très doué. Il trouve naturellement sa place dans le milieu professionnel et sa notoriété ne cesse de grandir tant dans les night-clubs que dans le circuit des soirées privées.
En 1921, il accompagne les films muets à l'orgue dans un autre cinéma, où il gagne 50 $ par semaine.
En 1922, à l'âge de dix-huit ans, il grave ses premiers enregistrements pour le label Okeh, Muscle Shoals Blues puis Birmingham Blues, deux de ses compositions. En 1923, pour la QRS Company, il grave des « pianos-rolls » (rouleaux pour piano mécanique). À vingt ans, c'est un artiste reconnu sur toute la scène de Harlem. Sa carrière décolle quand il signe avec RCA Victor en 1926, pour qui il enregistre en piano solo ses succès Handful of Keys ou Smashing Thirds (1929). Il enregistre également Jitterbug Waltz (en), Honeysuckle Rose ou The Joint is Jumpin'.
Il donne des conseils à Count Basie pour le jeu à l'orgue.
Il joue avec Bessie Smith, Sara Martin, Alberta Hunter, Anna Jones ou Hazel Meyers (en)[Quand ?]. Il enregistre également avec Fletcher Henderson, Jack Teagarden, les McKinney's Cotton Pickers (en) et Ted Lewis[Quand ?].
En 1926, il aurait été enlevé par des gangsters après un concert, afin qu'il joue à l'anniversaire d'Al Capone.
En 1927, il joue avec l'orchestre de Fletcher Henderson. Il joue également avec Erskine Tate à Chicago au Théatre Vendome, au Metropolitan et au Regal. Il compose avec James P. Johnson la musique de son premier spectacle, Keep Shufflin.
La même année, il se lie d'amitié avec Andy Razaf, poète et parolier à la Tin Pan Alley. Ensemble, ils écrivent des comédies musicales pour Broadway notamment le célèbre Hot Chocolates (en) (1929), qui rencontre un succès tant critique que public, notamment grâce à la chanson Ain't Misbehavin'. De ces spectacles sont nés des thèmes qui sont aujourd'hui des standards de jazz, comme Jitterbug Waltz (en), Black and Blue ou Honeysuckle Rose.
En 1928, il joue pour la première fois au Carnegie Hall.

### Années 1930

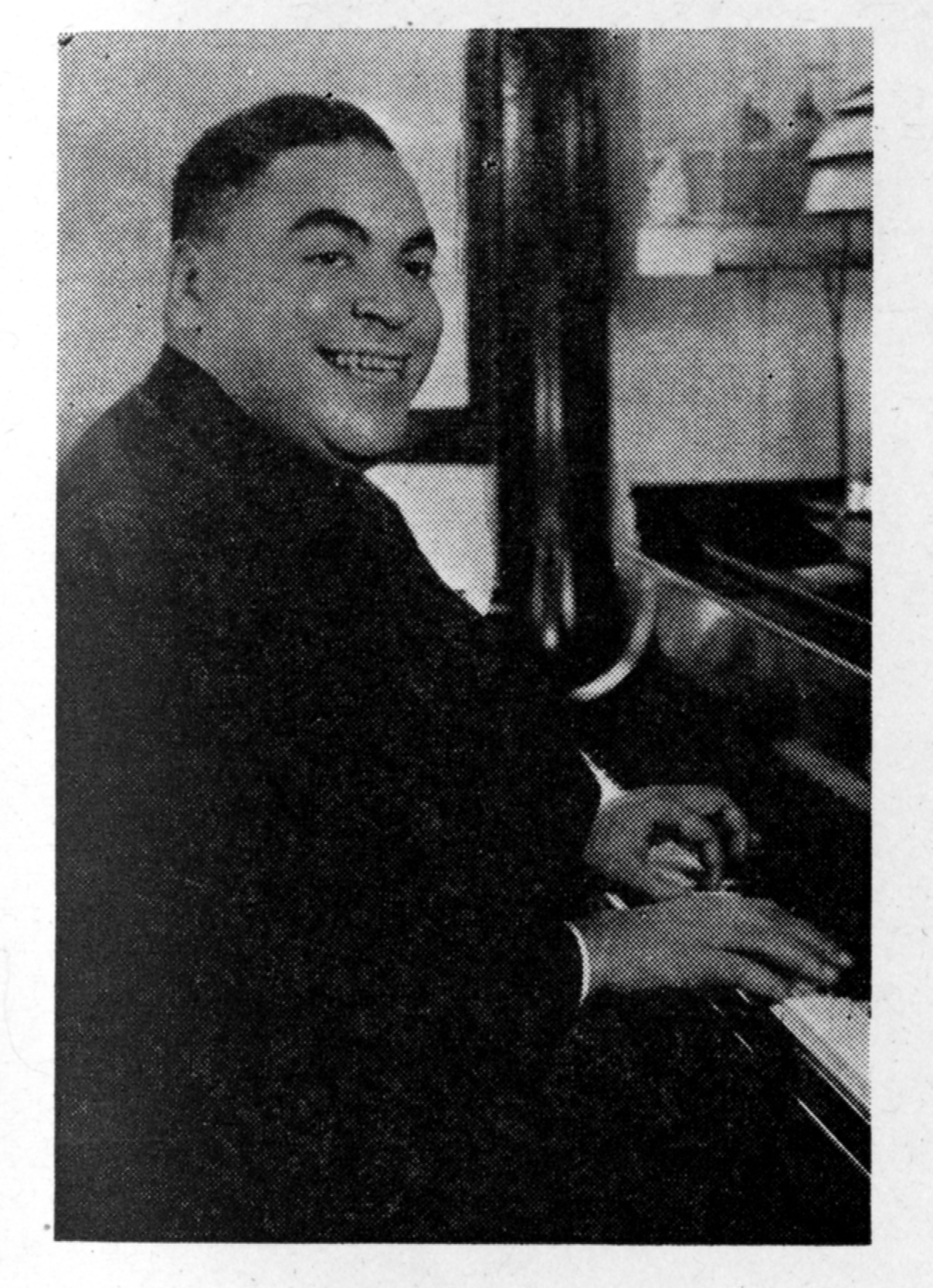
Fats Waller en 1936

Dans les années 1930, sa popularité en tant que pianiste, compositeur et chanteur est immense. Il enregistre ses plus beaux solos de piano, apparaît dans des films. Chaque apparition en public déclenche les rires et la bonne humeur tant la personnalité de Fats est explosive et truculente.
Il tourne en France en 1931 et fonde son orchestre « Fats Waller and his Rhythm », avec Herman Autrey (tp), Ben Whittet (anches), Al Casey (g), Billy Taylor (en) (b) et Harry Dial (dm). Le groupe sillonne les États-Unis et grave près de 500 titres.
En 1934, il signe un contrat d'exclusivité avec RCA Victor, qu'il a rejoint huit années plus tôt.
Durant sa tournée triomphale en Europe en 1938-1939,, notamment à Londres et au Danemark, il est invité dans l’une des premières émissions de télévision de la BBC. Il y fait aussi quelques enregistrements, avec un orchestre du nom de Fats Waller & His Continental Rhythm. Il enregistre également sa London Suite pour piano et percussions. Le déclenchement de la Seconde Guerre mondiale le contraint à rentrer aux États-Unis en 1939.
Il tente sans succès de monter un big band, formation populaire dans les années 1930.

### Années 1940
Dans les années 1940, il est un musicien reconnu et vivant confortablement qui tourne de plus en plus à travers les États-Unis. À la demande des producteurs, il ajoute à son répertoire de plus en plus de chansons populaires sans intérêt particulier, qu'il interprète avec les grimaces et pitreries réclamées par le public. À la fin de sa carrière, il confie à ses amis qu'il est las de son image d'amuseur burlesque et qu'il souffre de ne pas être considéré avant tout comme un musicien. Seuls ses proches et un public plus averti savaient que derrière le clown se cachait un pianiste complet et d'une grande sensibilité.
Il dirige un grand orchestre en 1941.
En 1942, il est la tête d'affiche d'un concert au Carnegie Hall.
En 1943, il compose la musique de Early to Bed, première comédie musicale sans acteur Noir à être écrite par un Noir,. Le même année, il joue dans Symphonie magique, un film réalisé par Andrew L. Stone dans lequel des musiciens afro-Américains se produisent dans leur propre rôle.

### Mort
En décembre 1943, il attrape une grippe en jouant au Zanzibar Room à Hollywood, qui le contraint à rentrer chez lui plus tôt que prévu.
Alcoolique, obèse, épuisé par ses tournées harassantes, sa santé est défaillante et la grippe entraîne des complications. Dans le train du retour à New York, à proximité de Kansas City, il meurt le 15 décembre 1943 dans un wagon-lit du Santa Fe Chief Train d'une pneumonie, à la suite d'une cure de désintoxication alcoolique, alors qu'il est âgé de trente-neuf ans,.

### Vie privée
Thomas Wright Waller s'est marié deux fois. De son premier mariage il eut un fils, Thomas Jr.. Sa seconde femme donna naissance à deux enfants, Maurice et Ronald. Son arrière petit-fils, Darren Waller, est joueur professionnel de football américain.

## Postérité

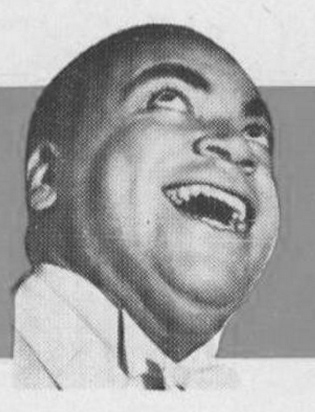
Fats Waller en 1943.

Fats Waller, à son époque, est un des musiciens les plus influents et les plus appréciés tant du public que de la critique, aussi bien aux États-Unis qu'en Europe, à une époque où le jazz peinait à être considéré comme une musique « sérieuse ».
Le piano stride est tombé en désuétude peu après la mort de Waller, le conduisant dans un oubli relatif. Sa réputation d'amuseur et la joie qu'il met dans sa musique l'ont sans doute desservi, en donnant l'impression qu'il ne s'agit de rien de sérieux. En ajoutant sa mort prématurée, cela explique en partie pourquoi il est aujourd'hui moins connu que Louis Armstrong ou Duke Ellington.
Pour autant, la puissance rythmique de sa main gauche est devenue légendaire, et son jeu a influencé de très nombreux pianistes, comme Count Basie (qui a étudié avec lui), Art Tatum, Mary Lou Williams, Teddy Wilson, Thelonious Monk ou encore Dave Brubeck,.
Les chanteurs retiennent sa simplicité dans la diction, et la façon de placer des accents.

## Distinctions
- 1993 : Fats Waller reçoit un Grammy du couronnement d'une carrière à titre posthume[2].
- Ain't Misbehavin' et Honeysuckle Rose sont inscrites au Grammy Hall of Fame[13].

## Style
L'image de clown de Fats Waller, imposée par la société blanche, a souvent masqué son talent musical. C'était un pitre truculent, un chanteur irrésistible parfois désigné comme « le plus grand humoriste à avoir joué du jazz » qui se vengeait de son rôle de bouffon en moquant la sentimentalité de ses rengaines, ce qui ne l'empêchera d'être secrètement amer. Il rêvait d'écrire des morceaux plus ambitieux, notamment pour grand orchestre, à la manière de George Gershwin, mais c'était très certainement impossible à cause des barrières raciales.
Alcoolique, il avait en permanence une bouteille sous ou sur le piano, qui faisait partie des éléments de ses spectacles, sans que cela affecte son jeu.
Au clavier
Fat Waller s'inscrit dans le style du « piano stride », un genre hérité du ragtime.
Doté de mains immenses, capable d'écarts de douze touches, il possède une redoutable maîtrise technique qui impressionnait même Art Tatum. Son jeu est orchestral ; sa main gauche, qui généralement alterne basses (souvent en dixièmes) et accords, dans le style stride, est brillante, souple et rythmiquement imparable. Elle est capable d'enchaîner des octaves et des dixièmes à un rythme élevé sans jamais dévier du tempo.
Sa main droite est particulièrement déliée, embellissant les mélodies avec grâce et virtuosité.
C'est un des premiers musiciens à avoir enregistré du jazz à l'orgue et à l'orgue Hammond. Il swingue avec les pédales, joue staccato à la main droite tout en surprenant par des changements de registration.
Au chant
Fats Waller produit régulièrement des effets comiques dans son chant, comme sa façon d'accentuer la première syllabe de « baby » dans son enregistrement de I'm Crazy About My Baby. Il fait aussi des accents, roucoule en falsetto, claque la langue…
Il est aussi capable d'une grande subtilité et d'expressivité, comme sur Lost Love.
En groupe
Avec Fats Waller and his Rhythm ou dans des ensembles plus larges, sa musique s'inscrit dans l'ère du swing. Les musiciens prennent de courts solos, pendant que Waller accompagne solidement et encourage ses musiciens.

## Compositions
Fats Waller a écrit plus de 400 de chansons, dont une bonne partie sont devenues des standards de jazz. Ses morceaux sont toujours mélodiquement inventifs, joyeux et attachants.
Parmi ses chansons les plus connues, citons Squeeze Me (en) (1925), Ain't Misbehavin' (1929), Honeysuckle Rose (1929), I've Got a Feeling I'm Falling (en) (1929), Black and Blue (1929), Six or Seven Times (en) (1929), Blue Turning Grey Over You (en) (1930), Keepin’ Out of Mischief Now, The Joint is Jumpin ou I’m Crazy “Bout My Baby.
On peut également citer les morceaux instrumentaux Minor Drag, Harlem Fuss, Handful of Keys, Viper’s Drag, St. Louis Shuffle, Numb Fumblin, Valentine Stomp  ou Jitterbug Waltz (en) (1942).

## Enregistrements clés
Parmi les nombreux enregistrements de Fats Waller, on peut citer :
| Titre                                                      | Date d'enregistrement | Lieu d'enregistrement | Label                                   |
| ---------------------------------------------------------- | --------------------- | --------------------- | --------------------------------------- |
| African Ripples                                            | 16 novembre 1934      | New York              | Victor 24830 (réédité Bluebird B-10115) |
| After You've Gone                                          | 21 mars 1930          | New York              | Victor 22371-B                          |
| A Handful of Keys                                          | 3 janvier 1929        | Camden, New Jersey    | Victor V-38508                          |
| Ain't Misbehavin'                                          | 8 février 1929        | Camden                | Victor 22092, 22108                     |
| All God's Chillun Got Wings                                | 28 août 1938          | Londres, Angleterre   | Victor 27460                            |
| Alligator Crawl                                            | 16 novembre 1934      | New York              | Victor 24830 (réédité Bluebird B-10098) |
| Baby Brown                                                 | 3 novembre 1935       | New York              | (émis uniquement sur LP)                |
| Baby, Oh! Where Can You Be?                                | 29 août 1929          | Camden                | Victor inédit, émis sur LPV-550         |
| Basin Street Blues                                         | 3 novembre 1935       | New York              | Bluebird B-10115                        |
| Because of Once Upon a Time                                | 3 novembre 1935       | New York              | RFW                                     |
| Believe It, Beloved                                        | 3 novembre 1935       | New York              | Victor                                  |
| Birmingham Blues                                           | 21 octobre 1922       | New York              | Okeh 4757-B                             |
| Blue Black Bottom                                          | 16 février 1927       | Camden                | Victor                                  |
| Blue Turning Gray Over You                                 | 3 novembre 1935       | New York              | Victor                                  |
| California, Here I Come                                    | 3 novembre 1935       | New York,             | Victor                                  |
| Carolina Shout                                             | 13 mai 1941           | New York              | Victor                                  |
| Clothes Line Ballet                                        | 3 novembre 1935       | New York              | Victor 25015                            |
| I Can't Give You Anything but Love (voix de Adelaïde Hall) | 28 août 1938          | Londres               | HMV B8849                               |
| Deep River                                                 | 28 août 1938          | Londres               | Victor 27459                            |
| Goin' About                                                | 9 novembre 1929       | New York              | Victor                                  |
| Gladyse                                                    | 8 février 1929        | Camden                | Victor                                  |
| Go Down Moses                                              | 28 août 1938          | Londres               | Victor 27458                            |
| Honeysuckle Rose                                           | 1934                  | New York              | Victor                                  |
| I'm Crazy 'Bout My Baby                                    | 1931                  | New York              | Victor                                  |
| I've Got A Feeling I'm Falling                             | 8 février 1929        | Camden                | Victor                                  |
| Jitterbug Waltz                                            | 16 mars 1942          | Camden                | Victor                                  |
| Keeping Out of Mischief Now                                | 6 novembre 1937       | New York              | Bluebird 10099                          |
| Lennox Avenue Blues                                        | 17 novembre 1926      | Camden                | Victor 20357-B                          |
| Lonesome Road                                              | 28 août 1938          | Londres               | Victor 27459                            |
| Minor Drag                                                 | 3 janvier 1929        | New York              | Victor                                  |
| Messin' Around with the Blues Blues                        | 14 janvier 1927       | Camden                | Victor                                  |
| My Fate Is in Your Hands                                   | 12 avril 1929         | New York              | Victor                                  |
| My Feelin's are Hurt                                       | 12 avril 1929         | New York              | Victor                                  |
| Numb Fumblin'                                              | 3 janvier 1929        | Camden                | Victor                                  |
| Russian Fantasy                                            | 3 novembre 1935       | New York              | Victor                                  |
| Soothin' Syrup Stomp                                       | 14 janvier 1927       | Camden                | Victor                                  |
| Sloppy Water Blues                                         | 14 janvier 1927       | Camden                | Victor                                  |
| Smashing Thirds                                            | 24 septembre 1929     | New York              | Victor                                  |
| Sweet Savannah Sue                                         | 8 février 1929        | Camden                | Victor                                  |
| The Rusty Pail                                             | 14 janvier 1927       | Camden                | Victor                                  |
| That's All                                                 | 29 août 1929          | Camden                | Victor 23260                            |
| Valentine Stomp                                            | 8 février 1929        | Camden                | Victor                                  |
| Viper's Drag                                               | 16 novembre 1934      | New York              | Victor                                  |
| Whose Honey Are You?                                       | 6 mars 1935           | New York              | Victor 24892                            |
| Zonky                                                      | 3 novembre 1935       | New York              | Victor                                  |

## Filmographie
Fats Waller apparaît dans plusieurs films :
- 1935 : Hooray for Love (en) de Walter Lang
- 1936 : King of Burlesque de Sidney Lanfield
- 1943 : Symphonie magique de Andrew L. Stone

## Hommages
Musique
En 2014, sort l'album All Rise: A Joyful Elegy for Fats Waller (en) du pianiste Jason Moran. L'album est issu d'une commande du N.Y.C. performing arts venue Harlem Stage Gatehouse, qui cherchait à rendre hommage au pianiste et showman, dans le cadre de la série Harlem Jazz Shrines. Le résultat intitulé The Fats Waller Dance Party, mêlait piano, chant et danse,.
Cinéma
Le film Soyez sympas, rembobinez, de Michel Gondry, est parcouru par le récit de la création d'un documentaire/fiction amateur consacré à la vie de Fats Waller.
Bande dessinée
Le scénariste Carlos Sampayo et le dessinateur Igort ont réalisé une bande dessinée intitulée Fats Waller, publiée chez Casterman. Le premier tome, La Voix de son maître  (ISBN 978-2203391062) est paru en 2004, le second, Chocolat Amer  (ISBN 978-2203391215), en 2005. La bande dessinée se concentre sur la période 1937-1943, et mêle la biographie de Waller aux évènements contemporains : Guerre d'Espagne, Anschluss, ségrégation raciale aux États-Unis… On y croise Art Tatum, Earl Hines, Sigmund Freud, Igor Stravinsky ou encore Pablo Picasso,.